# 올리버 바우만
올리버 바우만(독일어: Oliver Baumann, 1990년 6월 2일 ~ )는 독일의 축구 선수로 포지션은 골키퍼이다. 현재 독일 분데스리가의 TSG 1899 호펜하임에서 활약하고 있다.

## 국가대표 경력
- 2024 UEFA 유로